# Limotettix transversa
Limotettix transversa är en insektsart som beskrevs av Carl Fredrik Fallén 1826. Limotettix transversa ingår i släktet Limotettix och familjen dvärgstritar. Inga underarter finns listade i Catalogue of Life.